# Список городов Центральной Америки с населением более 100 тысяч жителей
Города Центральной Америки с населением более 100 тысяч жителей

## Багамские Острова
см. также Города Багамских островов
- Нассау (Nassau)

## Барбадос
- Бриджтаун (Bridgetown)

## Гаити
см. также Города Гаити
- Порт-о-Пренс (Port-au-Prince)
  - Дельма (Delmas)
  - Карефу[1] (Carrefour), встречаются также названия «Каррефур» и «Карфур»
- Кап-Аитьен (Cap-Haïtien)

## Гватемала
см. также Города Гватемалы
- Гватемала (Guatemala)
  - Вилья-Нуэва (Villa Nueva)
  - Миско (Mixco)
- Эскуинтла (Escuintla)
- Халапа (Jalapa)
- Кесальтенанго (Quetzaltenango)
- Кобан (Cobán)
  - Сан-Педро-Карча (San Pedro Carcha)

## Гондурас
см. также Города Гондураса
- Тегусигальпа (Tegucigalpa)
- Ла-Сейба (La Ceiba)
- Сан-Педро-Сула (San Pedro Sula)
- Чолутека (Choluteca)
- Эль-Прогресо (El Progreso)

## Доминиканская Республика
см. также Города Доминиканской Республики
- Санто-Доминго (Santo Domingo)
  - Сан-Кристобаль (San Cristobal)
- Ла-Вега (La Vega)
- Ла-Романа (La Romana)
- Пуэрто-Плата (Puerto Plata)
- Сан-Педро-де-Макорис (San Pedro de Macorís)
- Сантьяго (Santiago)
- Сан-Франсиско-де-Макорис (San Francisco de Macorís)
- Сан-Хуан-де-ла-Магуана (San Juan)

## Коста-Рика
см. также Города Коста-Рики
- Сан-Хосе (San José)
- Алахуэла (Alajuela)
- Картаго (Cartago)
- Пунтаренас (Puntarenas)
- Эредия (Heredia)

## Куба
см. также Города Кубы
- Гавана (Havana)
  - Марианао (Marianao)
- Баямо (Bayamo)
- Гуантанамо (Guantánamo)
- Камагуэй (Camagüey)
- Мансанильо (Manzanillo)
- Матансас (Matanzas)
- Ольгин (Holguín)
- Пинар-дель-Рио (Pinar del Río)
- Санта-Клара (Santa Clara)
- Сантьяго-де-Куба (Santiago de Cuba)
- Сьенфуегос (Cienfuegos)
- Тунас (Las Tunas)

## Кюрасао(Нидерландские Антильские острова)
- Виллемстад (Willemstad)

## Мексика
см. Список городов Мексики с населением более 100 тысяч жителей

## Никарагуа
см. также Города Никарагуа
- Манагуа (Managua)
- Леон (León)

## Панама
см. также Города Панамы
- Панама (Panama)
  - Сан-Мигуэлито (San Miguelito)

## Пуэрто-Рико(США)
см. также Города Пуэрто-Рико
- Сан-Хуан (San Juan)
  - Баямон Bayamón
  - Каролина (Carolina)
- Понсе (Ponce)

## Сальвадор
см. также Города Сальвадора
- Сан-Сальвадор (San Salvador)
  - Сояпанго (Soyapango)
  - Дельгадо (Delgado)
  - Мехиканос (Mejicanos)
  - Апопа (Apopa)
- Сан-Мигель (San Miguel)
- Санта-Ана (Santa Ana)
- Санта-Текла (Santa Tecla)

## Ямайка
см. также Города Ямайки
- Кингстон (Kingston)
  - Спаниш-Таун (Spanish Town)